# 黄岑母草
黄岑母草（学名：Lindernia scutellariiformis），即台南见风红，为玄参科母草属下的一个种。

## 扩展阅读
- 維基物種上的相關：黄岑母草